# Die Ratte und der Elefant

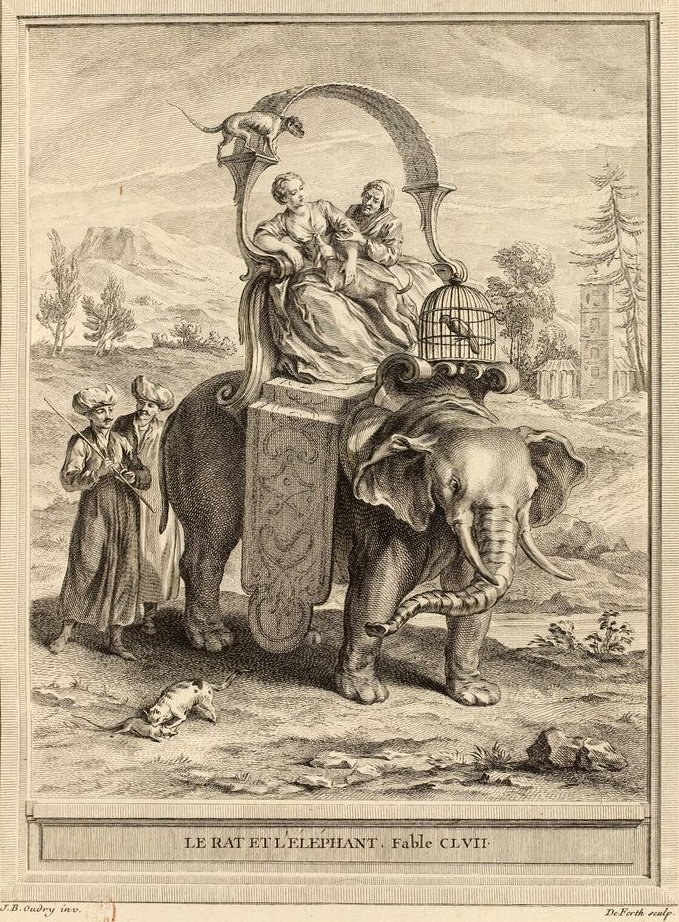
Le Rat et L’Eléphant

Die Ratte und der Elefant (franz. Le Rat et L’Eléphant) ist die 15. Fabel aus dem achten Buch der Fabelsammlung des französischen Dichters Jean de La Fontaine.
Eine Ratte beobachtete wie ein aufgeputzter Elefant schwerfällig die Straße entlang trottet. Hoch auf seinem Rücken, in drei Stockwerken gestapelt, trug der Elefant die Frau und den Hausstand eines Sultans (darunter Hund, Katze, Affe, Papagei und Dienerin) zu einer fernen Pilgerreise und wurde dabei von den Menschen auf der Straße bestaunt. Die Ratte verspottete daraufhin das Publikum, das sich von einer so schwerfälligen Masse beeindrucken lässt, und die Gefügigkeit, mit der das Volk zur Seite wich. Sie höhnte, ob es denn für den hohen oder niedrigen Stand entscheidend sei, wer für sich den größten Raum in Anspruch nimmt? Den Elefanten fürchte jedes Kind, doch die, die viel kleiner sind, seien nicht geringer als ein Elefant. Im weiteren Verlauf erfährt die Ratte jedoch eine brutale Zurechtweisung ihrer persönlichen Betrachtungen, denn die Katze des Sultans fängt und tötet die Ratte.
Die Fabel endet mit der Moral, dass eine Ratte eben kein Elefant ist. Die Handlung zeigt keine moralische Ordnung, sondern die grausame Ordnung der Dinge in der realen Welt. Im Gegenteil, die Ratte wird weit über ihr Vergehen hinaus bestraft, während die Katze nach wie vor frei ist, weiterzumachen. Eine weitere Ironie ist, dass die Ratte im allgemeinen Geschehen der Dinge so unwichtig ist, dass der Elefant seine stattliche Reise fortsetzt, ohne sich weder des Lebens noch des plötzlichen Todes seines redseligen Kritikers bewusst zu sein.

## Analyse
Die Fabel beginnt damit, dass der französische Fabulist über die Eitelkeit der Spanier bzw. der Franzosen sinniert. Als Mann, der weiß, dass Selbsterkenntnis bei sich selbst beginnen sollte, bevorzugt der Dichter die verrückte Eitelkeit der Spanier gegenüber dem törichten Stolz der Franzosen. In dieser Geschichte begegnen sich die Protagonisten an einem Ort, wo die Auswirkungen der Eitelkeit gefährlich werden. Der Schlüssel zur visuellen bzw. narrativen Dialektik wiederum ist die unterschiedliche Größe der Charaktere: Eine der kleinsten Ratten verachtet einen der größten Elefanten. Aufs Erste scheint die Ratte durchaus Recht zu haben – Menschen sind im Allgemeinen viel zu schnell geneigt, schiere Größe, Reichtum oder öffentliches Ansehen mit Verdienst zu verwechseln. Aus dem Blickwinkel der Ratte scheint das Argument vollkommen vernünftig, dass eine kleine Ratte genauso gut sein kann wie ein riesiger Elefant. Jedoch hätte sie sich ihrer Größe besinnen und nach einem Ort suchen müssen, an dem sie sich vor der Katze des Sultans hätte verstecken können, anstatt ihre Zeit mit Predigen über die Leichtgläubigkeit der Leute und die Eitelkeiten der Mächtigen zu verschwenden. Die Geschichte impliziert, dass Individuen lernen sollten, sich selbst zu erkennen und sich selbst mit den Augen des Rests der Welt zu sehen, anstatt auf ihre eigenen selbstschmeichelnden Einschätzungen zu vertrauen. Die unangenehme Botschaft in dieser Fabel ist, dass einige von uns Ratten sind, während andere geborene Elefanten sind. Die Geschichte der Ratte und des Elefanten zeigt, dass Hierarchien eine Tatsache des Lebens sind, und den Anschein einer unumstößlichen Wahrheit haben.